# Sparwechselschaltung
Die Sparwechselschaltung ist eine Wechselschaltung aus der Elektroinstallation. Sie dient dazu, einen Verbraucher, meist eine Leuchte, von zwei Stellen ein- und auszuschalten. Ihren Namen hat sie, weil (bei der Installation von Steckdosen unter beiden Wechselschaltstellen) eine Ader eingespart wird.

## Aufbau

Schaltung der Sparwechselschaltung (im eingeschalteten Zustand)

Eine Sparwechselschaltung wird aus Wechselschaltern aufgebaut. Anders als eine herkömmliche Wechselschaltung arbeitet die Sparwechselschaltung nur mit einer Korrespondierenden. (Korrespondierende ist die Bezeichnung der Verbindungsleitung(en) zwischen zwei Wechselschaltern.) Das spart eine Ader und ermöglicht bei der Verwendung 5-adriger Leitungen unter die Wechselschalter jeweils noch eine Steckdose einzubauen.
Ein weiterer Vorteil ist, dass Leuchten von beiden Gerätedosen aus angeschlossen werden können.
Nachteil der Sparwechselschaltung ist, dass sie nicht nachträglich durch Kreuzschalter für weitere Schaltpunkte erweitert werden kann, wie es bei der herkömmlichen Wechselschaltung möglich ist.

## Funktionsweise
Die Ausgangsklemmen (üblicherweise jeweils mit einem Pfeil gekennzeichnet) der beiden Wechselschalter sind wie folgt angeschlossen: Je Schalter ist eine Ausgangsklemme mit dem versorgenden Außenleiter verbunden. Die andere Ausgangsklemme ist mit der entsprechenden Ausgangsklemme des anderen Schalters sowie einer oder mehreren Leuchten verbunden. 
Die Eingangsklemmen (üblicherweise mit L gekennzeichnet) der beiden Schalter sind miteinander verbunden. Solange beide Schalter in verschiedenen Positionen stehen, kann kein Strom zu den Leuchten fließen. Wird jedoch einer der beiden Schalter betätigt, so fließt Strom über diese Verbindungsader (Korrespondierende) und versorgt die Leuchten.

## Varianten
Bei einer Kontrollwechselschaltung sind die Schalter zusätzlich mit einer kleinen Kontrollleuchte versehen z. B. einer Glimmlampe oder Leuchtdiode, sodass man an den Schaltern optisch erkennen kann, ob der Verbraucher aktuell ein- oder ausgeschaltet ist.

## Weitere Wechselschaltungen mit einer Korrespondierenden
Folgende Schaltungen nutzen ebenfalls nur eine Korrespondierende:
- Tasterschaltung: In neu zu erstellenden Installationen wird es bei mehr als zwei bis drei Schaltstellen (= 2 Wechselschalter plus optionaler Kreuzschalter) kostensparender, wenn ein Stromstoßschalter und diverse Taster verwendet werden.
- Hamburger Schaltung: Unzulässige Variante der Wechselschaltung, wo der Neutralleiter einpolig geschaltet wird. Ein einpoliges Schaltgerät darf jedoch gemäß DIN VDE 0100-460 Abschnitt 463.1.2 nicht im Neutralleiter eingesetzt werden. Daher ist diese Schaltungsvariante gemäß VDE auch nicht mehr unter Bestandsschutz zulässig, selbst wenn die Anlage vor Mai 1973 errichtet und nachher nicht verändert wurde. Die einstmals zulässigen Schalter sind gemäß VDE seit 2006 austauschpflichtig. Hamburger Schaltungen im Bestand dürfen in Deutschland unter keinen Umständen mehr betrieben werden.

## Wechselschaltungen mit zwei Korrespondierenden
Folgende Schaltungen nutzen zwei Korrespondierende:
- Herkömmliche Wechselschaltung, bei zwei Schaltstellen
- Kreuzschaltung, bei drei oder mehr Schaltstellen